# Långtjärnen (Junsele socken, Ångermanland, 708801-154807)
Långtjärnen är en sjö i Sollefteå kommun i Ångermanland och ingår i Ångermanälvens huvudavrinningsområde.